# Lilia Diamantopoulou
Lilia Diamantopoulou, auch Lilia-Anna Diamantopoulou-Hirner (griechisch Λίλια Διαμαντοπούλου; * 1981 in München) ist eine griechische Neogräzistin.

## Leben
Von 1999 bis 2006 studierte sie allgemeine und vergleichende Literaturwissenschaft (Komparatistik), Neogräzistik und Frühchristliche und Byzantinische Kunstgeschichte an der Universität München. Von September 2002 bis Februar 2003 hatte sie einen Studienaufenthalt an der Universität Thessaloniki im Rahmen des Erasmus-Programms. Von Februar 2003 bis Juli 2003 hatte sie einen Studienaufenthalt an der Universität Bologna. Von Dezember 2005 bis Februar 2006 erwarb sie den Abschluss Magister Artium (M.A.) in Allgemeiner und Vergleichender Literaturwissenschaft/Komparatistik, Neogräzistik und Frühchristlicher und Byzantinischer Kunstgeschichte. Thema der Magisterarbeit war Die byzantinischen Figurengedichte im Vergleich mit den Figurengedichten des deutschen Barock. Sie war von 2012 bis 2018 Universitätsassistentin am Institut für Byzantinistik und Neogräzistik an der Universität Wien. Nach der Promotion im Februar 2013 an der Universität München zum Dr. phil. in Neogräzistik und Allgemeiner und Vergleichender Literaturwissenschaft/Komparatistik summa cum laude (Doktorarbeit: Die griechischsprachige visuelle Poesie von der Antike bis in die Gegenwart (Gutachter: Marilisa Mitsou, Miltos Pechlivanos, Martin von Koppenfels)) lehrt sie seit 2019 als Professorin für Neogräzistik an der Universität München.
Ihre Arbeitsschwerpunkte sind Fake News und Fälschungen, die „getäuschte Wissenschaft“ (Konstantinos Simonides), Formen des Übersetzens und der Adaptionen (Schwerpunkt: Comics), Virtual Reality in der Neogräzistik, Visuelle und Konkrete Poesie und Visualisierung des Wissens in Tabellen, Karten, Infogrammen und Diagrammen. Eine aktuelle Arbeit ist Carl Jakob Iken gewidmet, der als Vorreiter der Neogräzistik gilt. 
2021 erhielt sie den Lehrinnovationspreis der Universität München für das Seminar „Objekte der Revolution“ und die gleichnamige virtuelle Ausstellung auf Instagram. Das Projekt „Black Greece Matters“ wurde 2022 für den „Impact of Diversity Award“ nominiert, gewann jedoch keinen Preis.

## Schriften (Auswahl)
- Griechische visuelle Poesie. Von der Antike bis in die Gegenwart. Peter Lang, Frankfurt am Main 2016, ISBN 978-3-631-67423-9 (Dissertation).
- als Herausgeberin mit Andreas E. Müller, Christian Gastgeber und Athanasia Katsiakiori-Rankl: Die getäuschte Wissenschaft. Ein Genie betrügt Europa – Konstantinos Simonides. Göttingen 2017, ISBN 3-8471-0714-3.
- als Herausgeberin mit Maria Gerolemou: Mirrors and Mirroring from Antiquity to the Early Modern Period. London 2020, ISBN 978-1-350-10128-9.
- Carl Jakob Iken und seine Vorreiterrolle für die Neogräzistik. De Gruyter, Berlin 2020, ISBN 3-11-060082-X.